# Àcid clòric
L'àcid clòric és un oxoàcid format pels elements hidrogen (H), clor (Cl) i oxigen (O) amb fórmula HClO₃.

## Nomenclatura
- Nomenclatura tradicional: Àcid clòric
- Nomenclatura de Stock: Àcid trioxoclòric (V)
- Nomenclatura sistemàtica: Trioxoclorat (V) d'hidrogen